# Bathyplectes longigena
Bathyplectes longigena là một loài tò vò trong họ Ichneumonidae.